# Bialetti
Bialetti é uma fábrica italiana produtora de cafeteiras. Em 1919, na fração Crusinallo de Omegna, na província de Verbania, o engenheiro Alfonso Bialetti fundou a  Alfonso Bialetti & C., uma oficina para a produção de aluminio semi-acabado.
Posteriormente mudou o tipo de atividade com a produção da moka, inventada em 1933 pelo próprio fundador, que alcançou seu renome mundialmente em 1947, quando Renato Bialetti, filho do fundador, decidiu iniciar sua exportação, e o produto fez o mesmo sucesso que teve na década anterior, na Itália.
Imediatamente após a guerra foi criado um novo modelo de moka, que foi exibido na Feira de Milão, em 1948.
Nos anos cinquenta a empresa fez investimentos significativos em publicidade, e em 1952,  foi criado o famoso "homenzinho de bigode", projetado por Paul Campani, que em 1958 tornou-se o protagonista em comerciais da Bialetti no Carosello.
Com a morte de Alfonso Bialetti, em 1970, a empresa passou totalmente para a gerência de seu filho Renato. Mas desde os anos setenta, a Bialetti começou a mostrar os primeiros sinais de crise, principalmente devido à diminuição das vendas devido à concorrência entre os produtores de café, que se surgiu nesse período.
Em 1986, a Bialetti, possuia 200 funcionários e um volume de vendas de 20 bilhões de liras, foi vendida à Faema, que assumiu todo o capital. Com a nova proprietária veio a diversificação das atividades produtivas, também produzindo pequenos aparelhos e máquinas de café.
Em 1993, a empresa passou por uma nova mudança de proprietário e foi vendida à Itália Andorinha, uma empresa de Coccaglio (BS), fundada em 1947, de propriedade da família Ranzoni, fabricante de ferramentas de cozinha. 
Em 1998, a Bialetti se fundiu com a Andorinha, originando um novo grupo: o Bialetti Industrie.
No novo grupo, a Bialetti é a marca mais importante e a que é mais conhecida do público em geral, isto é evidenciado pelo fato de que um estudo recente estimou que 90% das famílias italianas têm uma máquina de café produzida por ela. 